# Friedrich Stellwagen
Friedrich Stellwagen (eigenhändige Schreibung des Vornamens: Friederich oder Friderich; getauft 7. Februar 1603 in Halle (Saale); begraben 2. März 1660 in Lübeck) war ein deutscher Orgelbauer.

## Leben
Friedrich Stellwagen wurde vermutlich in Halle (Saale) geboren, wo er 1603 in St. Ulrich getauft wurde.
Stellwagen lernte sein Handwerk beim in Meißen und Dresden tätigen Kursächsischen Hof-Orgelbauer Gottfried Fritzsche. Spätestens 1629 war er als Geselle in der Werkstatt des nach Hamburg umgezogenen Fritzsche tätig, und spätestens im Jahr 1634 machte er sich, um Konkurrenz mit seinem Lehrmeister zu vermeiden, in Lübeck als Orgelbauer selbständig, jedoch gibt es Hinweise auf eine mögliche Arbeit dort bereits 1633. Es ist nicht unwahrscheinlich, dass er bereits 1631 oder bald danach nach Lübeck umsiedelte, nachdem er in Ottensen die Tochter seines Meisters, Theodora Fritzsche, am 1. September 1633 geheiratet hatte (Fritzsche führte die Hamburger Werkstatt noch bis zu seinem Tod 1638 fort). Sein Sohn Gottfried Stellwagen wurde ebenfalls Orgelbauer. Sein Schwiegersohn war Michael Beriegel.
Stellwagen pflegte gute persönliche Kontakte zu Franz Tunder: Die beiden Familien stellten gegenseitig die Taufpaten für ihre Kinder.
Friedrich Stellwagen hatte von 1634 bis zu seinem Tode 1660 in Lübeck de facto ein Orgelbauprivileg, was 1645 durch den General-Orgelpflegevertrag mit allen fünf Hauptkirchen (St. Marien, Dom, St. Jakobi, St. Petri und St. Aegidien) unterstrichen wird.
In St. Jacobi zu Lübeck erweiterte Stellwagen 1636 und 1637 die Orgel (Laden und fast sämtliche Register sind noch heute erhalten) und baute 1637 bis 1641 die große Orgel der Lübecker Marienkirche um. Die Gestalt, die Stellwagen schließlich den beiden Orgeln der Marienkirche gab, war nicht nur entscheidend für das Wirken der Organisten Franz Tunder und Dieterich Buxtehude: Da Tunder zum Zeitpunkt der Orgelabnahme 1641 noch nicht sein Amt als Lübecker Marienorganist angetreten hatte, beauftragte man Heinrich Scheidemann, Organist der Katharinenkirche zu Hamburg, Stellwagens Umbau zu prüfen. Wahrscheinlich war Scheidemann so von Stellwagens Arbeit beeindruckt, dass er in St. Katharinen bewirken konnte, den Auftrag des Umbaus der dortigen großen Orgel an Stellwagen zu vergeben. Dessen Umbau der Katharinenorgel geschah in den Jahren 1644 bis 1647.

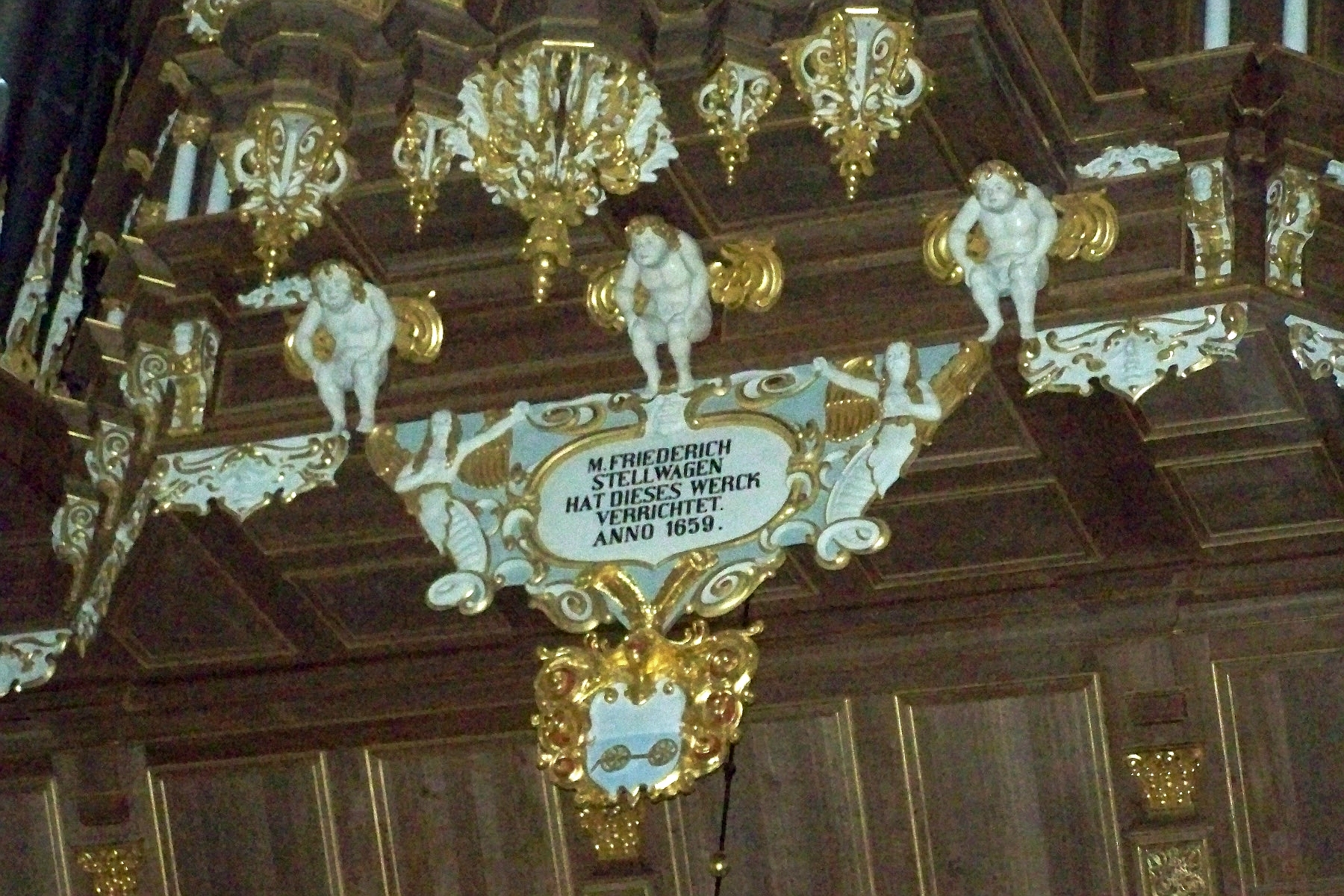
Hinweis auf Stellwagens Werk in der Stralsunder Marienkirche

Nachdem Stellwagen 1651 bis 1653 einen Neubauauftrag in Stralsund in der Kirche des Johannisklosters abgeschlossen und an der Orgel der dortigen Jakobikirche Instandhaltungsarbeiten ausgeführt hatte, erhielt er Mitte 1653 den Auftrag zu seinem größten und wohl auch letzten Werk, der Orgel in der Stralsunder Marienkirche. Dieser Orgelneubau wurde notwendig, nachdem die Turmspitze 1647 nach einem Blitzeinschlag einstürzte und unter anderem die Vorgängerorgel zerstörte. Zur Zeit des Vertragsschlusses hatte Stellwagen aber noch Arbeit für zwei Jahre im Voraus, so dass er nach Entgegennahme einer Anzahlung für die neue Stralsunder Orgel zunächst nach Lübeck zurückkehrte und seine älteren Aufträge dort abarbeitete, unter anderem an der kleinen Orgel der Lübecker Marienkirche. Erst Mitte 1655 zog Stellwagen mitsamt seinem Hausstand und seinen Mitarbeitern mit der Werkstattausstattung und zwölf neuen Blasebälgen für den anstehenden Orgelneubau per Schiff nach Stralsund, wo inzwischen örtliche Zimmerleute das Orgelgehäuse in der dortigen Marienkirche errichtet hatten. Stellwagen mietete ein Haus in der Tribseer Straße und richtete seine Werkstatt in den Turmhallen der Marienkirche ein.
Die Stellwagen-Orgel in St. Marien ist heute nur zum Teil erhalten. Neben dem Prospekt und dem teilweise erhaltenen Innenleben gibt es vor allem noch rund 550 Pfeifen (jedoch aus fast allen Registern, so dass gute Grundlagen zur Rekonstruktion bestehen). Trotz deutlicher Substanzverluste gehört die Stralsunder Marien-Orgel oder Stellwagen-Orgel jedoch zu Norddeutschlands bedeutendsten Barockorgeln. Typisch sind die in deutlich voneinander getrennten Werken gruppierten Pfeifen (hier in [Haupt]-Werk, Oberpositiv, Rückpositiv und die beiden seitlichen Pedaltürme). Der Prospekt mit seinen im niederländischen Knorpelstil gehaltenen Schmuckmotiven zählt zu den repräsentativen Orgelprospekten des Frühbarock. Die Orgel wurde 1659 fertiggestellt; Stellwagen starb kurz vor oder kurz nach der Abnahme der Orgel.
Friedrich Stellwagen starb vor dem 25. Februar 1660. Der Sterbeort ist nicht bekannt. Er wurde im Lübecker Dom beigesetzt.

## Werkliste
| Jahr      | Ort                           | Kirche                                  | Bild | Manuale | Register | Bemerkungen |
| --------- | ----------------------------- | --------------------------------------- | ---- | ------- | -------- | --- |
| 1630–1631 | Braunschweig                  | St. Martini                             |      | II/P    | 24       | Neubau zusammen mit Jonas Weigel; Prospekt erhalten |
| 1636–1637 | Lübeck                        | St. Jakobi (kleine Orgel)               |      | III/P   | 31       | Umbau, neues Rückpositiv und Brustwerk von Stellwagen; weitgehend erhalten und restauriert → Orgeln der Jakobikirche (Lübeck)                                                    |
| 1637      | Lübeck                        | Kirche des Burgklosters (kleine Orgel)  |      | ?       | ?        | erster bekannter Neubau Stellwagens als selbständiger Meister (Zuschreibung); nicht erhalten                                                                                     |
| 1639–1640 | Eutiner Schloss               | Schlosskapelle                          |      |         |          | Neubau; 1689 verbrannt |
| 1639–1640 | Woldenhorn (heute Ahrensburg) | Schlosskirche                           |      | II/P    | 15       | erster erhaltener Neubau; Gehäuse und einige Register erhalten |
| 1637–1641 | Lübeck                        | St. Marien (große Orgel)                |      | III/P   | 54       | ErweiterungsuUmbau; nicht erhalten (Kriegsverlust, 1942) |
| 1637–1641 | Mölln                         | St. Nicolai                             |      | III/P   | 36       | tiefgreifender Umbau, neues Rückpositiv, insgesamt um 12 Register erweitert; 3 Register und Einzelpfeifen erhalten                                                               |
| 1642–1643 | Travemünde                    | St. Lorenz                              |      | II/P    | 21       | Neubau; nicht erhalten |
| 1643–1646 | Lübeck                        | St. Petri (große Orgel)                 |      | III/P   | 45       | Umbau (Ersatz der Springladen durch Schleifladen); nicht erhalten |
| 1644–1647 | Hamburg                       | St. Katharinen                          |      | IV/P    | 58       | Umbau; Teile des Pfeifenwerks erhalten; 2009–2013 Rekonstruktion |
| 1645–1648 | Lübeck                        | Aegidienkirche                          |      | IV/P    | 42       | Erweiterungs-Umbau der Scherer-Orgel von 1624–25, Brustwerk auf 4. Manual; Scherer-Prospekt ist erhalten, keine Stellwagen-Substanz erhalten → Orgel der Aegidienkirche (Lübeck) |
| 1650      | Salzwedel                     | St. Katharinen                          |      | III/P   | 37       | Neubau; nicht erhalten |
| 1651–1652 | Lüneburg                      | St. Johannis                            |      | III/P   |          | Umbau, keine Substanz von Stellwagen erhalten → Orgel |
| 1651–1653 | Stralsund                     | Johanniskloster                         |      |         |          | Neubau; nicht erhalten |
| 1653–1655 | Lübeck                        | Marienkirche (Lübeck) (Totentanz-Orgel) |      | III/P   | ca. 39   | Umbau (u. a. Arbeiten an den Windladen); nicht erhalten (Kriegsverlust, 1942) |
| 1653–1659 | Stralsund                     | St.-Marien-Kirche (Westempore)          |      | III/P   | 51       | Neubau; Prospekt und bedeutende Teile des Pfeifenwerks erhalten → Orgeln der St.-Marien-Kirche (Stralsund)                                                                       |

## Klangbeispiele
- Große Orgel der Marienkirche (Lübeck): Audiodatei (an der Orgel: Simon Schumacher) mit dem Register Hohlflöte 4′ der sogenannten „kleinen“ Stellwagenorgel der St. Jakobikirche Lübeck: Livemitschnitt aus der St. Jakobikirche Lübeck August 2008; 2,38 MBⓘ/?.